# Neđmet
Neđmet je bila egipatska kraljica - žena faraona Herihora i kćer faraona Ramzesa XI.

## Podrijetlo
Neđmet je najvjerojatnije bila kćerka Ramzesa XI. Ime njezine majke nije poznato. Kako je teško odgonetnuti da li je Piankh bio prethodnik ili nasljednik Herihora teško je i odrediti da li je Neđmet bila oženjena za Piankha ili Herihora. Postoji teorija da su postojale dvije Neđmet:
- Neđmet I. - Piankhova žena i Herihorova majka
- Neđmet II. - Herihorova supruga

Prema pronađenim spisima najvjerojatnije je kako je postojala samo jedna Neđmet. Herihor je često prikazan u molitvenoj pozi s Neđmet dok se kao Piankhova žena spominje Hrera. Otkrivene se grobnice Herihora, Piankha i Menkheperre, no javnost još ne smije ući u njih pa je moguće kako će se u tim grobnicama otkriti dokazi o tome tko je vladao prije Herihor ili Piankh te da li je postojala samo jedna Neđmet ili dvije.

## Odnos s Herihorom
Otkriveni su brojni Herihorovi papirusi s formulama iz Knjige mrtvih koje su pomagale prolazak u zagrobni život. Na papirusima su obično prikazani Herihor i Neđmet kako štuju Sunce (Ra) ili neka druga božanstva. Po svima natpisima i tim papirusima vidi se da je Neđmet imala velik utjecaj na Herihora. Na gotovo svim prikazima se pojavljuje s njim. Ona je bila kraljica, ali kod drugih faraona na njihovim prikazima,  supruge nisu tako često s njima. Neđmet je Herihoru pomagala u vladanju Gornjim Egiptom te u upravljanju svećenicima. Herihor je uz faraona Gornjeg Egipta bio i veliki svećenik boga Amona te je morao svaki dan obavljati obrede u hramu. Zato je i Neđmet tako često s Herihorom na prikazima. Po svemu tome izgleda da su Herihor i Neđmet imali dobar odnos. Neđmet je s Herihorom imala petero (bez Piankha koji je upitan četvero) djece. Djeca su se zvala: Piankh?, Hekanefer, Hekamat, Ankhefenmut i Faenmut (djevojčica).

## Kasne godine života i smrt
Kada je Neđmet ostarjela većinu vremena je provodila u palači. Nije više bila jako pokretna pa se prestaje pojavljivati u javnosti. Neđmet je ubrzo umrla. Umrla je u staroj dobi što pokazuje njezina mumija. Ne zna se da li je Neđmet umrla prije Herihora ili obrnuto. Neđmetino tijelo je zamumificirano te odnijeto u njenu grobnicu u Deir el-Bahriju. Mumija je pronađena, a uz mumiju su nađeni i papirusi o tome kako je rodila nasljednika. 